# Orthophytum jabrense
Orthophytum jabrense là một loài thực vật có hoa trong họ Bromeliaceae. Loài này được Baracho & J.A.Siqueira mô tả khoa học đầu tiên năm 2004.